# Vladimír Hubáček
Vladimír Hubáček (20. srpna 1932 Nechanice – 2. září 2021) byl český automobilový závodník.

## Životopis
Rodák z Nechanic u Hradce Králové se vyučil jako automechanik u firmy Kříž v Praze. Na vojnu nastoupil do Plzně, odkud ho "vyreklamoval" náčelník motoristů pražské Dukly (tehdy ÚDA) František Mošna. To už měl ale za sebou zkušenosti s motocyklem Rudge Ulster 500. V Praze se s Václavem Hovorkou podílel na stavbě tří závodních automobilů Střela 750 cm³ (v roce 1956 byl vyměněn motor za 1100 cm³, Střela 1100), které navazovaly na Hovorkovy vozy HMV 1 a HMV 2. Od roku 1955 začal s automobily závodit, byť první start mu ne zcela vyšel. Se Střelou 750 havaroval v tréninku na Jičínském okruhu ve Velké ceně Prachovských skal. Druhý start na Moravě už dopadl lépe, a proto byl pozván do Polska. Tady v Czenstochové vybojoval první mezinárodní vítězství. Stal se celkem osmnáctinásobným mistrem republiky a byl jmenován zasloužilým mistrem sportu.

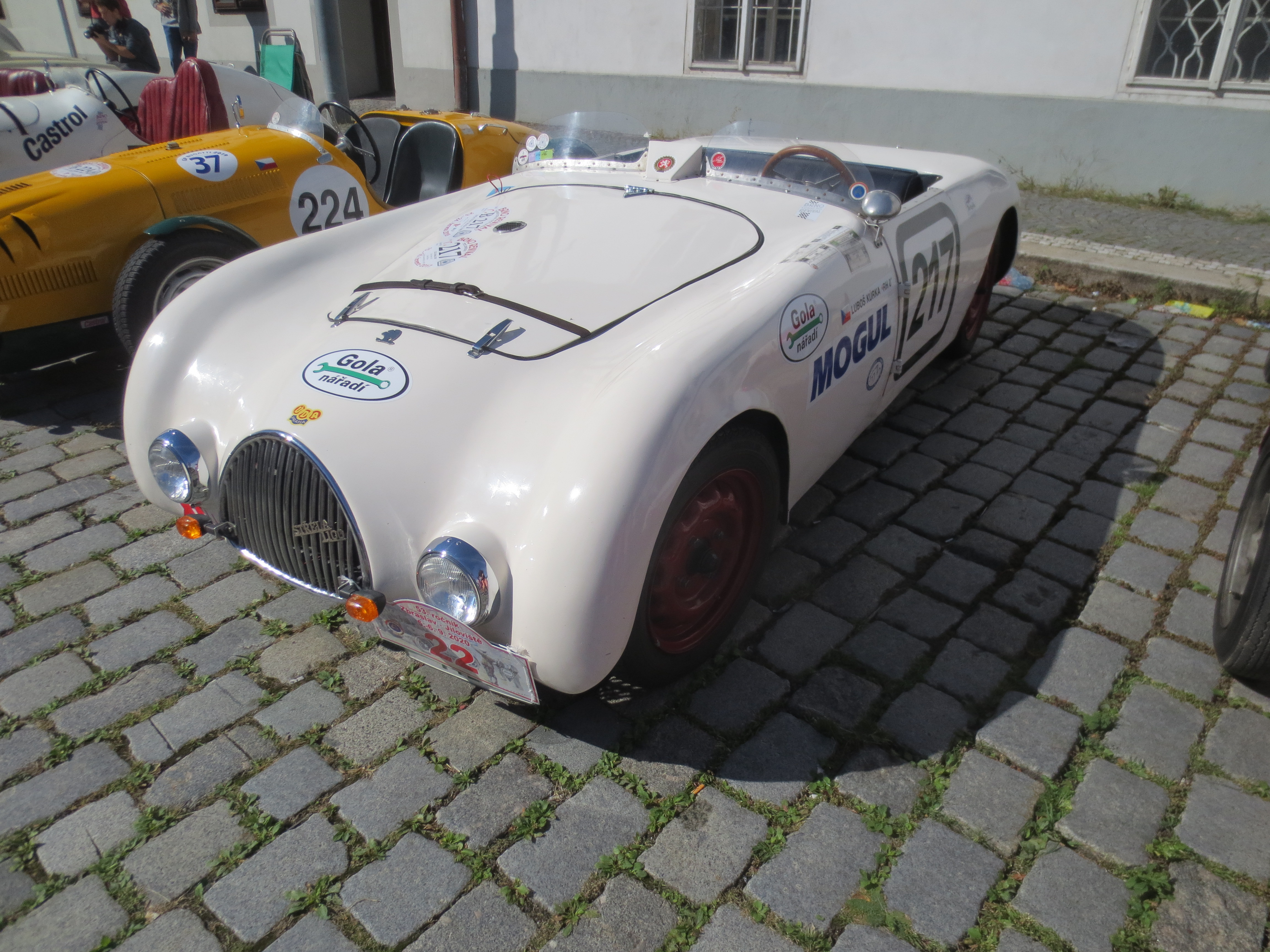
Závodní automobil Střela 1100 cm³ (Zbraslav-Jíloviště 2020)

## Kariéra
Začal závodit na okruzích s vozy Střela, Melkus, Škoda a Lotus. Od roku 1966 (2. sezóna existence) se účastnil tří sezon v polském šampionátu Formule 3, jezdil za tým Dukla Praha (s vozy Melkus-Wartburg F3, poté Škoda F3-Škoda a nakonec Lotus 41C Ford-Cosworth). Byl šestkrát mistrem československé formule 3, poprvé v roce 1965. S vozem Melkus–Wartburg F3 vyhrál 1. května 1965 závod mistrovství republiky na brněnském okruhu. Perličkou ročníku v roce 1965 závodu 300 zatáček Gustava Havla byl start vozů formule 3 (poprvé a naposledy), které vyhrál Vladimír Hubáček. V roce 1967 vyhrál závod Poháru míru a přátelství formule 3 s Lotusem na Masarykově okruhu a v roce 1969 tento seriál vyhrál Pohár míru a přátelství (mistrovství zemí socialistického tábora). Účastnil se také sovětských a východoněmeckých závodů formule 3. Mistrem republiky se závodních vozech stal letech 1959 (Střela BMW), 1965 (Melkus–Wartburg) a 1967–71 (Lotus–Ford). Jeho "dvorním" mechanikem byl Saša Klimt, který mu po skončení motocyklové závodní kariéry připravoval závodní automobily a měl pověst jednoho z nejuznávanějších mechaniků.

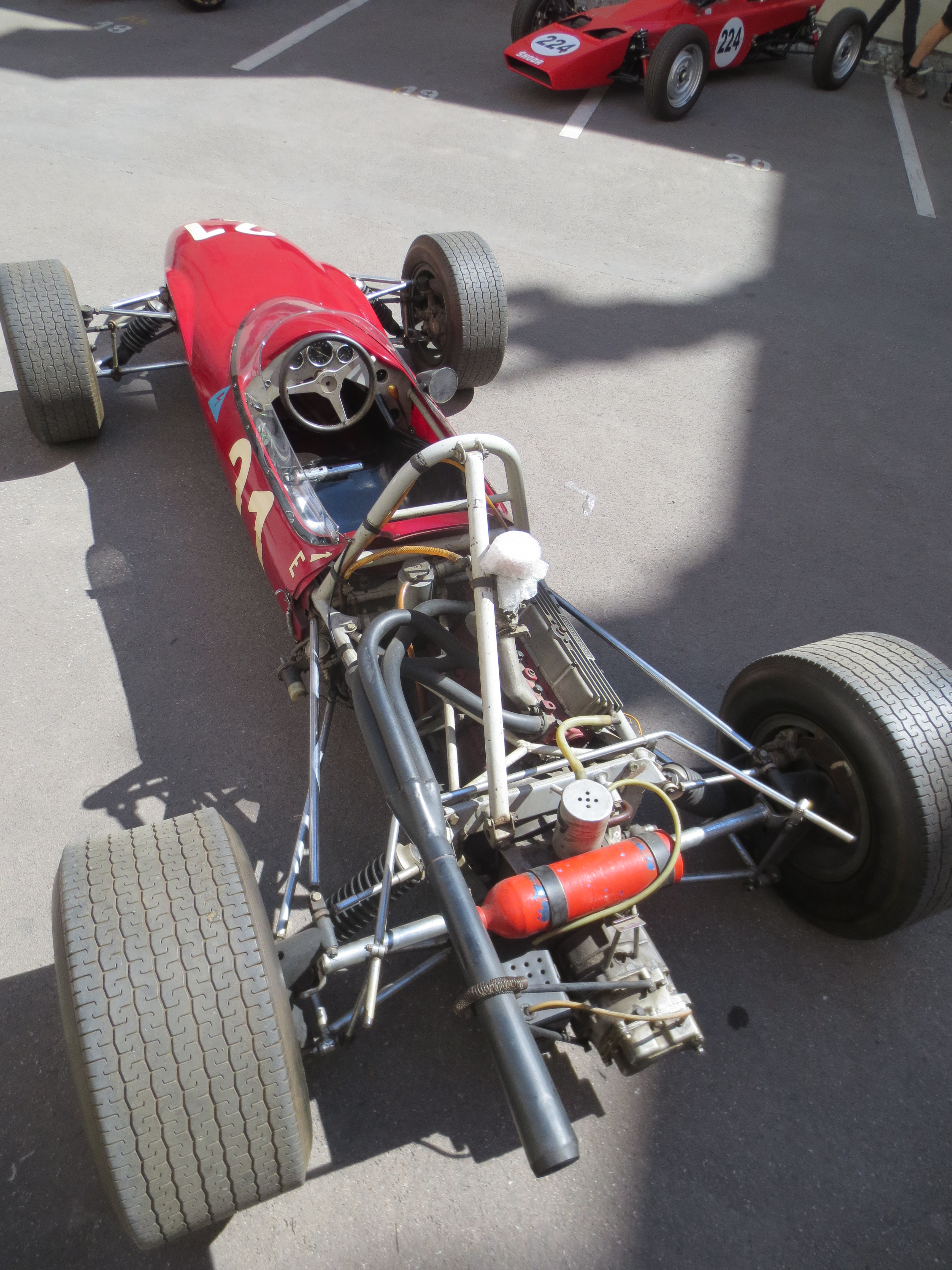
Lotus 41C Ford-Cosworth Vladimíra Hubáčka na výstavě sportovních automobilů ČVUT (2017)

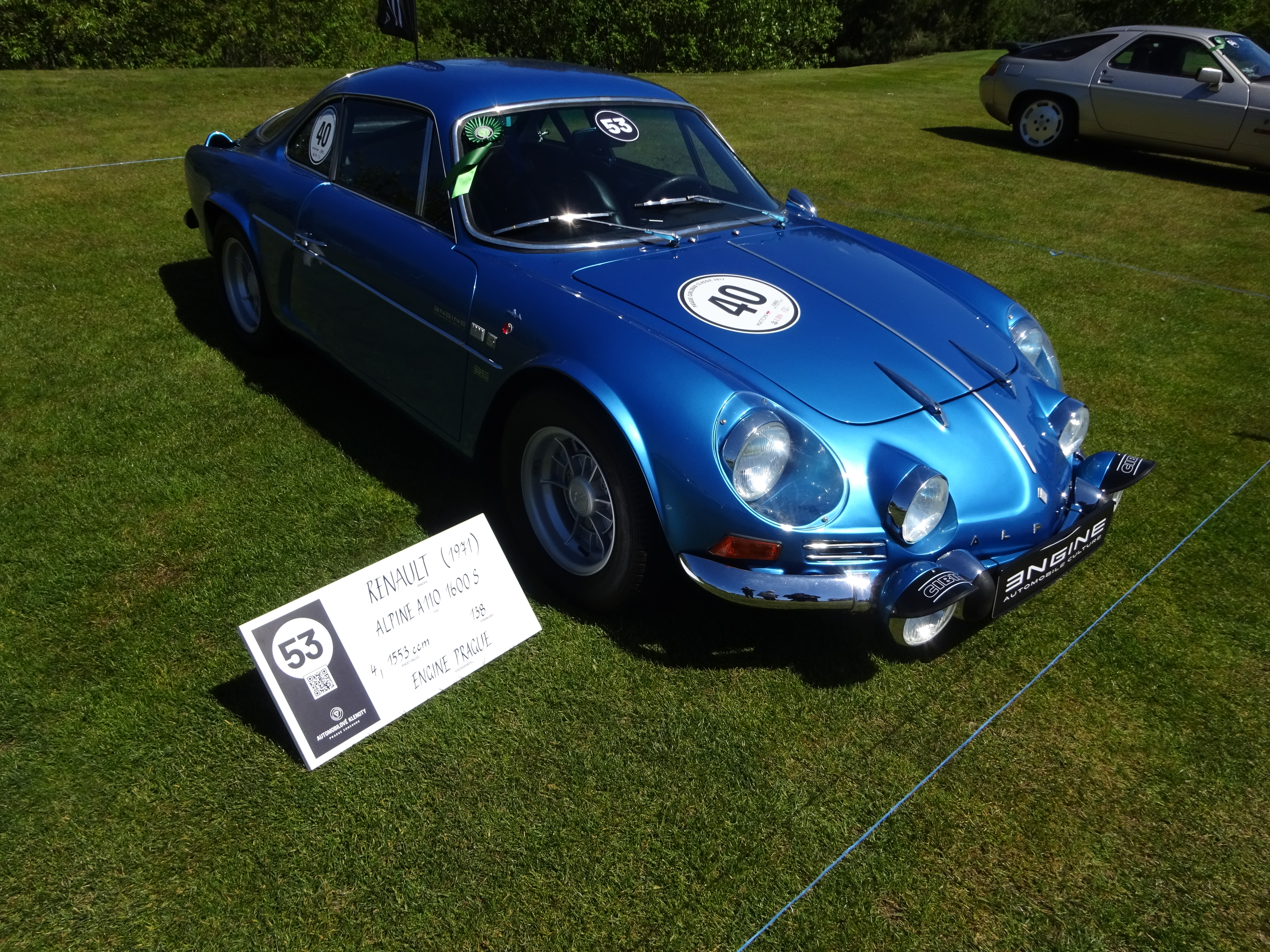
Renault Alpine A110 1600S (1971) na výstavě Automobilové klenoty 2024

V rallye začínal Hubáček jako spolujezdec Zdeňka Treybala při Internationale Österreichische Alpenfahrt 1956 (Škoda 440). Od pozdních padesátých let do poloviny sedmdesátých let soutěžil v automobilových soutěžích s vozy jako Škoda 440-445 Spartak,  Škoda Octavia TS, Renault 8 Gordini, Renault 12 Gordini a Renault Alpine A110. S Václavem Bobkem st. skončili v roce 1960 se Škodou Octavia Super jako 10. v Tour d´Europe. Zúčastnil se i Rallye Monte Carlo nebo rallye Liège–Sofia–Liège. Vyhrál 25 závodů, včetně čtyř ročníků Rallye Tatry (1970–1 Renault 8 Gordini, 1974 a 1976 Renault Alpine), tří ročníků Barum rallye (1972–3, 1975 Renault Alpine), dvakrát Rallye Škoda (1974–5 s Renault Alpine) i slavnou Rallye Vltava (1972, součást mistrovství Evropy) atd. Po závodech s vozem Renault 8 Gordini na konci šedesátých let vybudoval svůj hlavní úspěch na Alpine A110 v letech 1971 až 1976, přičemž v první polovině 70. let dominoval rallye v tehdejším Československu. Mistrem Československa v rallye se stal v roce 1959 (Škoda Octavia), 1965 (Renault), 1967–8 (Renault 8 Gordini) a 1969–75 (Renault Alpine). Jeho hlavními spolujezdci v soutěžích byli Štěpán Hrdina, Vojtěch Rieger a ing. Stanislav Minářík.
Poslední vítězství zaznamenal ve dnech 24. 9. – 26. 9. 1976 na Rallye Tatry, kdy z 26 rychlostních zkoušek jich vyhrál 22. Za rok 1976 se stal vítězem 1. ročníku ankety Zlatý volant v kategorii rallye. V polovině roku 1977 Vladimír Hubáček závodění ukončil. V roce 2009 obdržel v anketě Zlatý volat Cenu Zdeňka Vojtěcha za přínos motoristickému sportu. V budově Autoklubu České republiky dne 12. 9. 2020, při společenském večeru u příležitosti 60. výročí založení Rallye Vltava, obdržel Vladimír Hubáček čestnou cenu Louise Chirona, patrona Rallye Vltava. Byla mu udělena za jeho celoživotní výsledky v automobilovém sportu. V rámci výroční konference AČR, která se konala 9. dubna 2022 byl udělen odznak Granátový lev za mimořádné zásluhy v oblasti sportu a dlouholetou činnost pro Autoklub ČR pánům Bohuslavu Fenclovi, Vladimíru Hubáčkovi in memoriam a Antonínu Vitvarovi in memoriam.